# Élections générales espagnoles de 1881
Les élections générales espagnoles de 1881 sont les élections à Cortes tenues en Espagne le dimanche 21 août 1881 pour élire les 392 sièges du Congrès des députés et 180 des 360 sièges du Sénat.
Il s’agit des deuxièmes élections sous l’égide de la Constitution de 1876.
Comme cela restera habituel jusqu’aux dernières années de la Restauration bourbonienne, elles donnent une écrasante majorité au parti nouvellement nommé au gouvernement, dans ce cas le Parti libéral fusionniste (« Parti libéral ») de Práxedes Mateo Sagasta, qui remporte 297 sièges au Congrès. Après plus de 6 ans de gouvernement du Parti libéral-conservateur (« Parti conservateur ») d’Antonio Cánovas del Castillo, il s’agit des élections qui inaugurent le turno — l’alternance politique bipartiste frauduleuse de la Restauration basée sur l’exploitation des réseaux de caciques —,,.

## Contexte
Le roi Alphonse XIII décide de faire usage de sa prérogative de dissolution du Parlement, et d'intervenir comme modérateur du pouvoir politique, après une menace de Sagasta de se retirer du jeu politique si les conservateurs se maintenaient au pouvoir, ce qui ferait courir le risque d’une explosion révolutionnaire dans le pays.
Par la suite, le processus d’alternance entre libéraux et conservateurs se fera de façon pacifique.
Cette législature marque une première étape de réformes progressistes dans le pays, comme l’établissements de certaines libertés fondamentales,,.

## Système électoral
Commes les précédentes, les élections se font sous l'égide de la loi électorale de 1878, qui a rétabli le suffrage censitaire masculin. Il est donc réservé aux hommes majeurs — âgés d’au moins 25 ans — s’acquittant d’un certain cens, ce qui signifie un nombre d’électeurs significativement réduit.
Le nombre d’électeurs s’élève à 846 961, soit environ 5 % de la population totale,.

## Participation
Le taux de participation n’est pas communiqué officiellement.

## Résultats
| Groupe ou parti                                    | Députés |
| -------------------------------------------------- | ------- |
| Libéraux-fusionnistes et candidats du gouvernement | 297     |
| Conservateurs canovistes                           | 39      |
| Démocrates                                         | 32      |
| Indépendants                                       | 10      |
| Union catholique (es)                              | 3       |
| Traditionalistes                                   | 2       |
| Non identifiés                                     | 9       |